# Stade de la Mosson
A Stade de la Mosson egy labdarúgó-stadion Montpellierben, Franciaországban.
A stadion a Montpellier HSC nevezetű helyi csapat otthonául szolgál. A stadion 1972-ben épült, 1988-ban és 1997-ben újították fel. 
Az 1998-as labdarúgó-világbajnokság egyik helyszíne volt. Befogadóképessége 32 900 fő számára biztosított, amely mind ülőhely.

## Események

### 1998-as világbajnokság
| Dátum       | Időpont | Pályaválasztó | Eredmény | Vendég   | Forduló      | Nézők  |
| ----------- | ------- | ------------- | -------- | -------- | ------------ | ------ |
| 1998.06.10. | 21.00   | Marokkó       | 2–2      | Norvégia | A csoport    | 29 800 |
| 1998.06.12. | 14.30   | Paraguay      | 0–0      | Bulgária | D csoport    | 27 650 |
| 1998.06.17. | 21.00   | Olaszország   | 3–0      | Kamerun  | B csoport    | 29 800 |
| 1998.06.22. | 17.30   | Kolumbia      | 1–0      | Tunézia  | G csoport    | 29 800 |
| 1998.06.25. | 21.00   | Németország   | 2–0      | Irán     | F csoport    | 29 800 |
| 1998.06.29. | 16.30   | Németország   | 2–1      | Mexikó   | Nyolcaddöntő | 29 800 |